# Łeonid Żabotynśkyj
Łeonid Iwanowycz Żabotynśkyj (ukr. Леонід Іванович Жаботинський; ros. Леонид Иванович Жаботинский, Leonid Iwanowicz Żabotinski, ur. 28 stycznia 1938 w Krasnopolu, zm. 14 stycznia 2016 w Zaporożu) – ukraiński sztangista reprezentujący ZSRR, dwukrotny złoty medalista olimpijski i wielokrotny mistrz świata.
Startował w wadze powyżej 90 kilogramów (wówczas najwyższej). Pierwszy złoty krążek olimpijski i mistrzostwo świata zdobył w 1964 w Tokio, cztery lata później obronił tytuły. Mistrzem świata był jeszcze dwukrotnie w 1965 i 1966 roku. Stawał na podium mistrzostw Europy, wielokrotnie bił rekordy globu. Mieszkał w Moskwie, pracował na Madagaskarze, prawdopodobnie był generałem FSB.

## Starty olimpijskie
- Tokio 1964 – kategoria powyżej 90 kilogramów – złoto
- Meksyk 1968 – kategoria powyżej 90 kilogramów – złoto

## Mistrzostwa świata
- Tokio 1964 – kategoria powyżej 90 kilogramów – złoto
- Teheran 1965 – kategoria powyżej 90 kilogramów – złoto
- Berlin 1966 – kategoria powyżej 90 kilogramów – złoto
- Meksyk 1968 – kategoria powyżej 90 kilogramów – złoto